# 기간토랍토르

## 개요
기간토랍토르의 화석은 2005년에 내 몽골 에를리안(Erlian) 분지의 이렌 다바수층(Iren Dabasu Formation)에서 발견되었다. 이후 2007년에 중국의 고생물학자 Xu Xing 교수에 의하여 명명되었다. 표본은 불완전하게 분리되어 있었지만 단일 개체였고 화석명은 LH V0011이며 길이는 8m에 무게 2t으로 오비랍토르상과중 가장 크다. 기존 최대 오비랍토르상과였던 키티파티보다도 큰 수치이다. 이 표본은 11살 정도의 젊은 성체로 추측되며, 일반적으로 7살이 되면 다 자란 성체로 추측된다.

## 크기
몸길이: 8m 키: 5m 몸무게: 2t

## 다리의 구조
이 공룡의 다리구조를 보니 큰 몸집을 가지고 있어도 타조처럼 빠르게 달릴 수 있었던 것 같다. 또한 목이 길고 머리가 작아 무게도 1.4톤 정도로 같은 크기의 육식공룡들보다 훨씬 가볍기 때문에 빠르게 달리는데 지장이 없었을 것이다.

## 식성
일반적으로는 다른 오비랍토르상과 친척들처럼 육식공룡으로 생각되며 앞다리에 있는 날카로운 발톱과 단단한 부리가 있어 오비랍토르처럼 알이나 다른 공룡의 새끼나 작은 동물, 소형 공룡을 먹었을 것이라고 추정된다. 일부 고생물학자들은 이들이 신진대사가 활발한 마니랍토라에 속하기 때문에 육식만으로는 필요한 열량을 얻기 어려우며 초식 또는 잡식공룡처럼 목이 매우 길기 때문에 초식 위주의 잡식 또는 초식으로 추정하기도 한다.

## 특징
이 공룡의 크기는 오비랍토르의 크기의 약 35~70배까지 간다고 한다. 때문에 발견 초기 용각류로 오해받았었다.
 이 정도의 크기는 티라노사우루스와 맞먹는 크기이다. 키는 기간토랍토르가 더 크고 무게는 티라노사우루스보다 가볍다. 

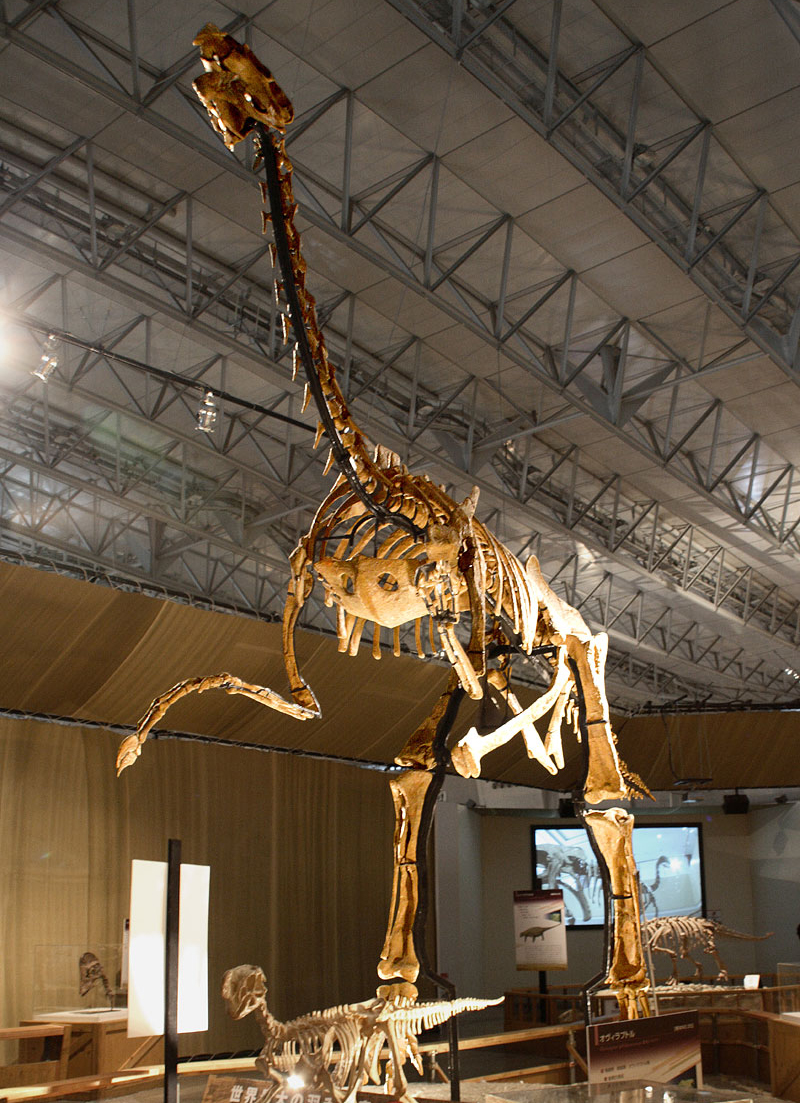
기간토랍토르 얼리아넨시스의 화석

 또 이 공룡은 긴 목과 단단한 부리, 약 20cm정도의 발톱을 가지고 있다.
원래 깃털 달린 공룡들은 몸집이 그리 크지 않은데 기간토랍토르는 깃털 달린 공룡 이면서 몸집이 거대하기 때문에 지금 까지의 진화론에 변화를 주고 있다. 천적이 없도록 하기 위해서 몸집이 커졌다는 설이 유력하다.